# Pallidochromis tokolosh
Pallidochromis là một chi cá vây tia trong họ Cichlidae. Đây là chi đơn loài, chỉ có một loài Pallidochromis tokolosh
Nó được công nhận lần đầu là một chi mới vào năm 1991 bởi Mark Smith, và chính thức được mô tả bởi Turner năm 1994, người tạo ra chi này. Loài này đặc hữu nước sâu hồ Malawi.